# Bill McKenzie
Pour les articles homonymes, voir McKenzie.
William David McKenzie, baron McKenzie de Luton, dit Bill McKenzie, né le 24 juillet 1946 et mort le 2 décembre 2021, est un homme politique britannique membre du Parti travailliste.
Jusqu'aux élections générales de 2010, il est sous-secrétaire d'État parlementaire au département du Travail et des Retraites et au département des Collectivités et du Gouvernement local. Il est également un ancien associé du cabinet comptable Price Waterhouse.

## Biographie

### Éducation et début de carrière
Né en 1946, fils de Donald et Elsie May Doust, Bill McKenzie fait ses études à l'Université de Bristol entre 1964 et 1967, où il obtient un baccalauréat en économie et comptabilité. En 1967, il commence sa carrière comptable chez Martin Rata and Partners en tant que stagiaire et obtient ensuite le diplôme de comptable professionnel. Il part chez Price Waterhouse en 1973, travaillant dans de nombreux endroits. En 1980, il est promu Associé et occupe ce poste jusqu'en 1986, date à laquelle il devient consultant. Il reste au sein de l'entreprise, mais en 1992 déménage à Hong Kong, travaillant d'abord en tant que consultant, puis en tant qu'associé à nouveau. Il est associé responsable de Price Waterhouse Vietnam de 1996 à 1998.

### Carrière politique
Bill McKenzie se présente à deux reprises pour le siège de Luton South aux élections générales de 1987 et 1992, mais échoue à chaque fois.
Il est élu membre du conseil municipal de Luton de 1976 à 1992 puis de nouveau de 1999 à 2005, à la suite d'un passage en Extrême-Orient. Il en est le chef jusqu'en mai 2003 et reste au Conseil jusqu'en 2005. Pendant ce mandat, il est membre du syndicat GMB couvrant une gamme de métiers allant du travail de bureau aux fabricants de meubles. Lord McKenzie reste membre du GMB,. Il est également président de l'aéroport de Londres Luton.
Bill McKenzie est élevé à la pairie le 18 juin 2004 en tant que baron McKenzie de Luton, de Luton, dans le comté de Bedfordshire. Il est nommé porte-parole du gouvernement au Trésor de la Chambre des Lords et whip du ministère du Commerce et de l'Industrie en mai 2005. Avant de se voir attribuer une pairie, Lord McKenzie est conseiller de l'équipe du Trésor fantôme de Labour et membre du premier comité d'examen de la fiscalité de la Fabian Society. McKenzie est Lord-in-waiting et porte-parole du gouvernement à la Chambre des lords pour les questions du Trésor et de l'industrie de 2005 à 2007. Il est nommé sous-secrétaire d'État parlementaire au ministère du Travail et des Retraites le 8 janvier 2007 et parmi ses responsabilités ministérielles figurent la santé et la sécurité au travail et le Health and Safety Executive. Lors du remaniement de juin 2009, il conserve ce poste, en plus de devenir ministre au ministère des Communautés et des Gouvernements locaux.
Après les élections générales de 2010, Lord McKenzie reprend ses anciens postes, comme ministre de l'ombre à la Chambre des Lords, en tant que porte-parole de l'opposition sur le travail et les retraites, et les communautés et le gouvernement local. Il reste à ce poste après l'élection d'Ed Miliband à la tête du Parti travailliste.

### Vie privée
Bill McKenzie épouse Diana Joyce Angliss en 1972 et vit à Luton.